# Lydia Mei
Lydia Mei (ur. 2 lipca 1896 na wyspie Hiuma, zm. 1965) – estońska malarka, specjalizująca się w pastelach i martwych naturach. Jej siostrami były artystki Natalie Mei (malarka) i Kristine Mei (rzeźbiarka).
Ukończyła architekturę w Petersburgu. Jej sztuka pozostawała pod wpływem Nowej Rzeczowości. Jej sztuka ukazuje zmiany społeczne zachodzące w latach 20. XX wieku, w tym zmieniającą się rolę kobiety (uwidaczniają to m.in. pojawiające się na portretach kobiecych męskie atrybuty, np. papieros).